# Syrgis acutus
Syrgis acutus är en insektsart som först beskrevs av Walker 1851.  Syrgis acutus ingår i släktet Syrgis och familjen sköldstritar. Inga underarter finns listade i Catalogue of Life.